# Ministro (cristianismo)
Nas igrejas cristãs, um ministro é alguém que está autorizado pela igreja ou organização religiosa a realizar funções clericais, tais como o ensinamento das crenças; realizar serviços tais como casamentos, batismos ou funerais; ou fornecer orientação espiritual para a comunidade.

## Catolicismo
No catolicismo, o ministério designa os membros do clero, a saber, o diácono,  padre, bispos, o cardeal e o Papa.

## Protestantismo
Nas igrejas  protestante, e em particular  igrejas reformadas, o ministério designa principalmente diácono e pastor.
O ministério de bispo com funções de supervisão sobre um grupo de igrejas está presente em algumas denominações cristãs  protestantes.

## Cristianismo evangélico
Em cristianismo evangélico, a administração da Igreja é assegurada pelos ministros evangélicos quem são principalmente os de diácono, líder de louvor,  pastor, e  evangelista. Outros ministérios também podem estar presentes, como o de ancião, com funções semelhantes às do pastor. Em várias comunidades, a igreja é administrada por um conselho de anciãos, com forte ênfase na colegialidade. Quando há pastor, ele é apenas um dos membros do conselho, sem autoridade superior. O ministério de bispo com a função de supervisionar as igrejas em escala regional ou nacional está presente em todas as denominações cristãs evangélicas, mesmo se o título de presidente do conselho ou superintendente geral for usado principalmente para isso função. O termo bispo é explicitamente usado em certas denominações. Em algumas igrejas do movimento Nova Reforma Apostólica, existem cinco ministérios; os de apóstolo, profeta,  evangelista,  pastor, professor.